# Hyagnis stramentosa
Hyagnis stramentosa är en skalbaggsart som beskrevs av Stefan von Breuning 1942. Hyagnis stramentosa ingår i släktet Hyagnis och familjen långhorningar. Inga underarter finns listade i Catalogue of Life.